# Giampaolo Tronchin
Giampaolo Tronchin (Preganziol, 10 dicembre 1940 – Latina, 27 novembre 2021) è stato un canottiere italiano.

## Biografia
Nato nel 1940 a Preganziol, in provincia di Treviso, a 31 anni ha partecipato ai Giochi olimpici di Monaco di Baviera 1972, nel due con insieme a Siro Meli e Mario Semenzato, arrivando 3º in batteria in 8'02"79, uscendo poi nel ripescaggio, 3º con il tempo di 8'10"46.
Dopo il ritiro è stato allenatore di canottaggio dei G.S. Fiamme Gialle.